# Општина Слатиоара (Валча)
Слатиоара (рум. Slătioara) општина је у Румунији у округу Валча.
Oпштина се налази на надморској висини од 471 m.